# Tortuga (formación)

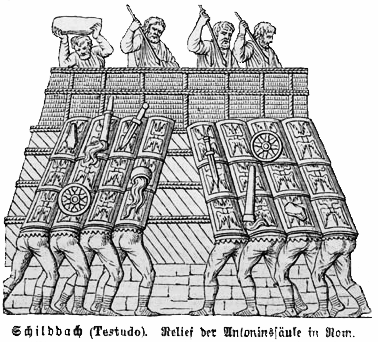
Formación en tortuga. Dibujo de un bajorrelieve de la Columna de Marco Aurelio extraído de la Enciclopedia Meyers.

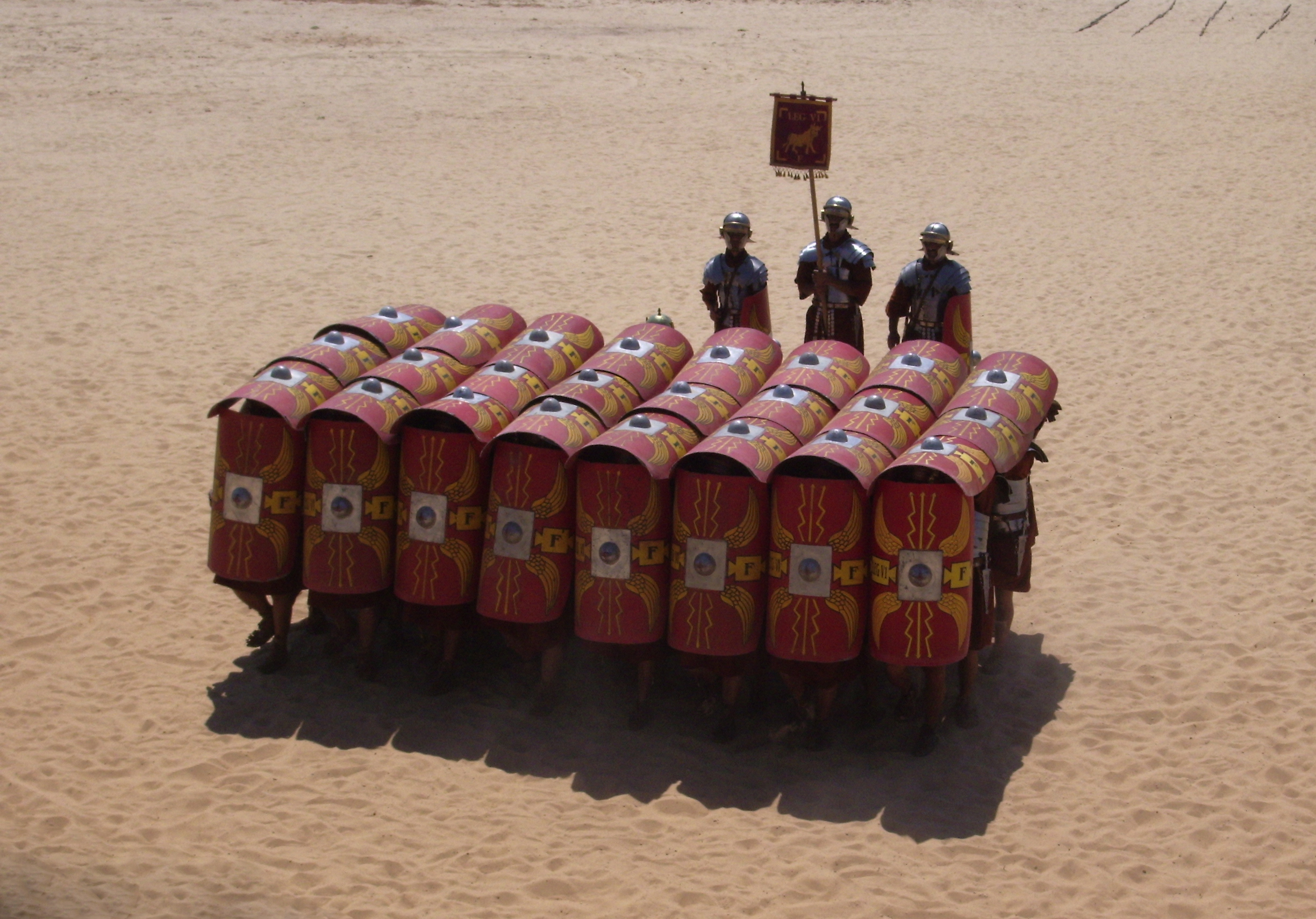
Recreación de una formación en tortuga.

En la Antigua Roma, la formación en testudo o tortuga era un orden de batalla utilizado comúnmente por las legiones romanas durante el combate y muy particularmente en los asedios. La primera mención que se conoce de esta táctica es de Polibio en el siglo II a. C.

## Formación
En la testudo, los infantes se cubrían con sus scutum solapándolos a modo de caparazón, mientras que la primera fila de hombres protegía el frente de la formación con los suyos levantándolos hasta el centro de su cara. En caso de necesidad, los soldados de los flancos y los de la última fila podían también cubrir los lados y la parte posterior de la formación, aunque entonces la protección de la capa de escudos que cubría el cuadro era inconclusa al reducirse su número.
Si esta táctica era utilizada correctamente -hay que tener en cuenta que requería un gran entrenamiento y disciplina para que fuese efectiva-, la testudo protegía a los legionarios de forma excelente frente a los proyectiles de los enemigos, permitiéndolos desplazarse sin miedo a ser alcanzados por flechas, dardos, lanzas y demás armas arrojadizas. Así lo atestigua Flavio Josefo al señalar su eficacia en el año 66 cuando las legiones romanas sitiaron Jerusalén: 

Se deslizaban las flechas sin dañar, y [...] los soldados pudieron, sin riesgo, minar la muralla y prepararse para pegar fuego a la puerta del Templo.
Flavio Josefo. La guerra de los judíos

Una formación derivada de ésta era la fastigiata testudo, en la que los soldados iban escalonando en altura los escudos a modo de rampa. Los de la primera línea se mantenían en posición vertical, los de la segunda se inclinaban un poco más y así sucesivamente hasta llegar a la última fila, que se reclinaba sobre las rodillas. Con esta disposición, las piedras y armas que les arrojaban desde las alturas resbalaban como el agua por un tejado y permitía al mismo tiempo a otros legionarios ascender caminando sobre ellos para acceder a lo alto del muro y atacar al enemigo, llegando incluso a resistir el paso de caballos y carruajes, como señala Dión Casio cuando describe la campaña de Marco Antonio en Asia:

La tortuga es como sigue y se forma de la siguiente manera. Los animales y carros que llevan los bagajes, los soldados que no usan escudo y los jinetes se colocan en medio de la legión. Y, de los que llevan armas defensivas, unos, los que van armados con los escudos alargados, curvados y cilíndricos, se colocan en el exterior formando un rectángulo y, mirando hacia fuera y con las armas dirigidas hacia delante, protegen a los demás, y los otros, los que van armados con escudos planos, diseminándose por el centro, levantan los escudos por encima de sí mismos y de todos los demás, de modo que en toda la legión no se ve otra cosa más que escudos, y así todos ellos quedan a cubierto de la lluvia de proyectiles bajo la capa protectora formada con los escudos. La cubierta de escudos es tan resistente que algunos andan por encima de ella; es más, cuantas veces pasan por lugares hondos o estrechos, los caballos y los carros avanzan sobre ella. Tal es la disposición de esta formación, y de ahí ha tomado el nombre de tortuga, por la  resistencia y protección que ofrece.
Dión Casio. Historia romana.

Su principal problema residía en el hecho de que era una formación muy apretada y lenta, lo que hacía que los soldados tuvieran una gran dificultad en los combates cuerpo a cuerpo. Esta limitación quedó patente durante la batalla de Carras, cuando los partos usaron arqueros a caballo y catafractos mientras los romanos permanecían en formación regular y optaban por la formación en tortuga. Otros problemas radicaban en que las piernas y caras de la fila delantera estaban expuestas o que disparos prolongados con armas de largo alcance, como, por ejemplo, los arcos compuestos usados en Oriente, los cuales podían atravesar el scutum y ensartar la mano del soldado al escudo que sostenía, como ocurrió en Carrhae.